# Carnival Cruise Lines
Carnival Cruise Lines är ett amerikanskt rederi, som grundades 1972 och är verksamt med ett stort antal kryssningsfartyg. Företagets säte är beläget i Doral, Florida, en förort till Miami, USA.
Det grundades av den israelisk-amerikanske affärsmannen Ted Arison.

Carneval Cruises köpte under 1990-talet och 2000-talet ett stort antal stora kryssningsfartyg från det finländska Sandvikenvarvet under olika ägare, bland annat åtta fartyg av Fantasy-klass, vilka levererades 1990–1998. Ytterligare nybyggen sedan driftsättningen av den första nybyggda, Tropicale (1981), byggdes på varv i Danmark, Sverige, Italien och Tyskland. 

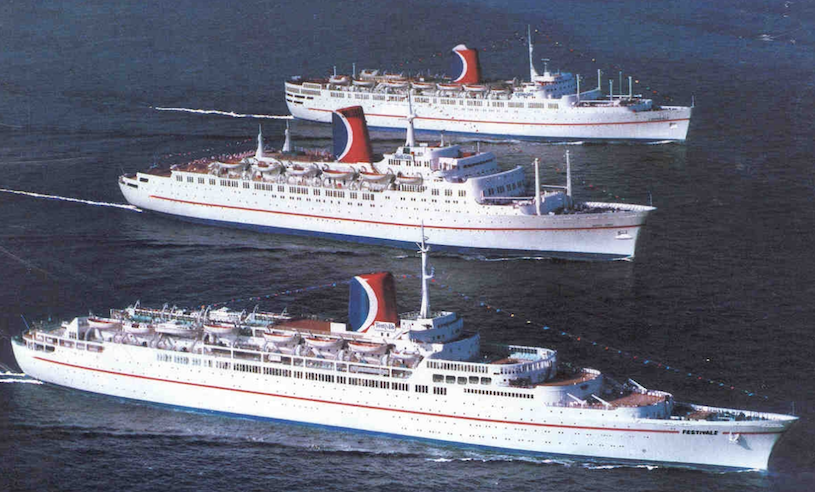
De tre första fartygen: Carnivale, Mardi Gras, Festivale.
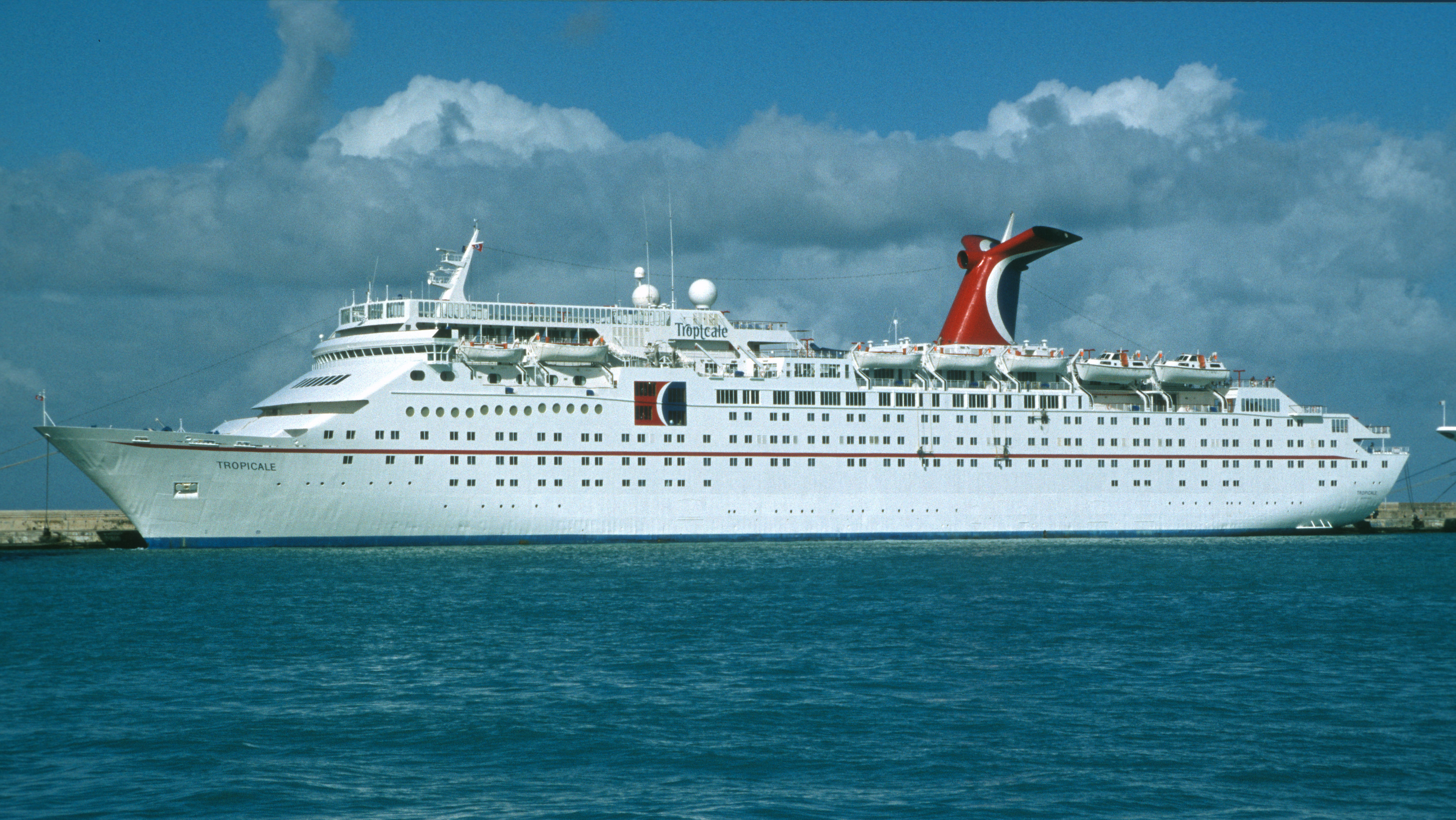
Den första nya byggnaden: Tropicale
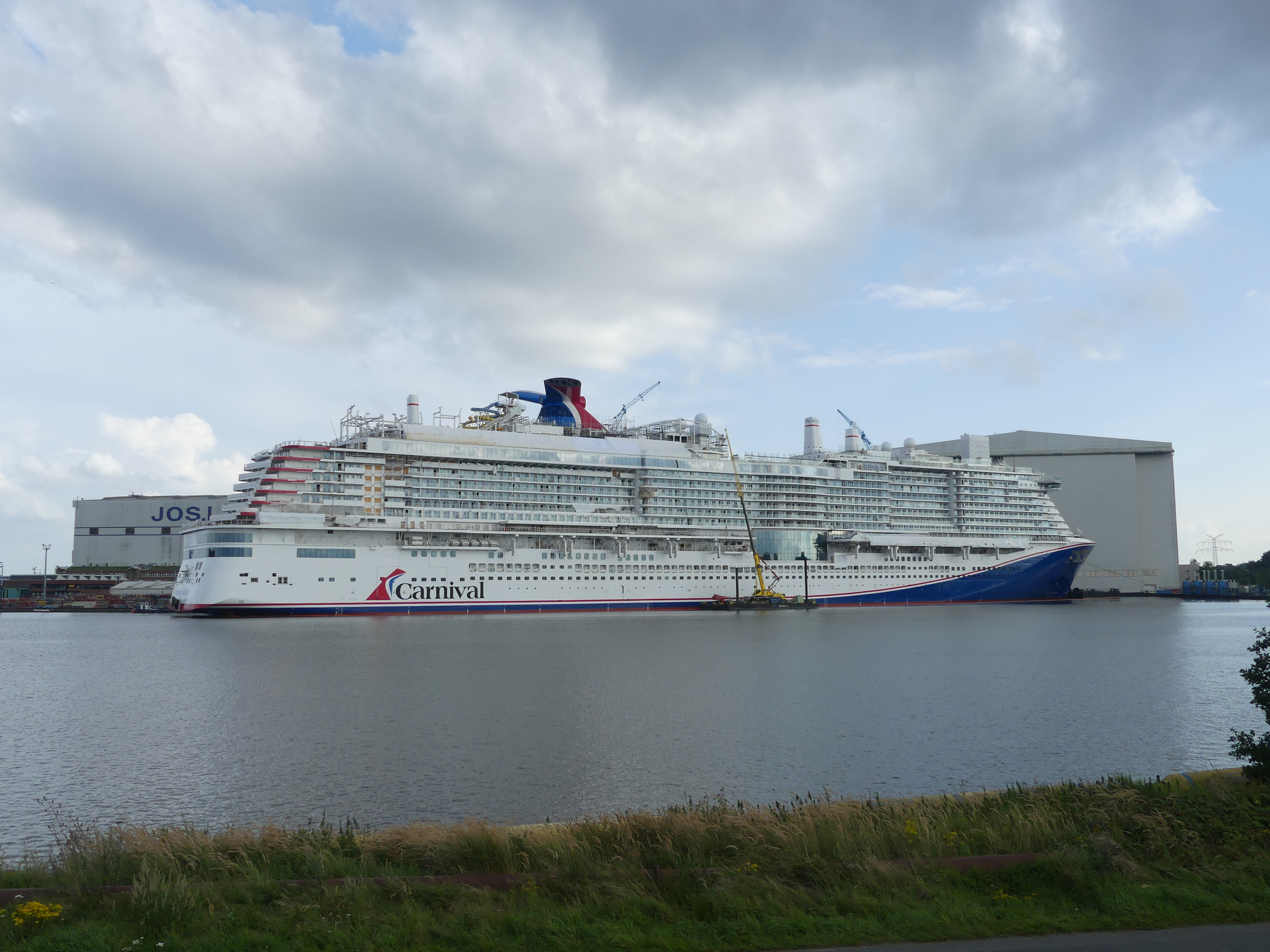
Det nyaste skeppet: Carnival Jubilee